# Phreatia deltoides
Phreatia deltoides är en orkidéart som beskrevs av Johannes Jacobus Smith. Phreatia deltoides ingår i släktet Phreatia och familjen orkidéer. Inga underarter finns listade i Catalogue of Life.